# توم فلرس
توم فلرس (هلندی: Tom Veelers؛ زادهٔ ۱۴ سپتامبر ۱۹۸۴) دوچرخه‌سوار اهل هلند است.
از باشگاه‌هایی که در آن رکاب زده‌است می‌توان به تیم سانوب و تیم دوچرخه‌سواری رابوبانک دولوپمنت اشاره کرد.